# 農民党 (台湾)
農民党（のうみんとう、農民黨）はかつて存在した台湾の政党、1989年2月3日に結党。農業従事者権益の拡充と農業の発展を主張し、農業従事者への服務を優先した党是であり、政権政党を目指していないのが特徴である。しかし党主席の張銘顕は2005年の国代選に立候補し政治参加への第一歩を踏み出し、台湾独立傾向の立場を表明した。2020年解散。

## 政策

### 経済問題
農業従事者の権益拡充と農業の発展を主張し、政府に対し農業従事者の基本収入を保証することを要求した。世界貿易機関に加盟しても農業政策を放棄せずに。農業の自由化に反対した
張銘顕はマンゴーの品種改良に成功し、果汁分が高く、抗病性に優れた新種のマンゴーに農民党1号と命名。

### 国勢問題
農民党は国共内戦で対立した中華民国と中華人民共和国（中国国民党と中国共産党）が相互に主権国家である事を認め、その上で東西ドイツ方式を採用し、相互の経済状況が同一水準に達した時点での統一を主張した。ただし農民党は台湾及び澎湖諸島は中国の一部でなく、ポツダム宣言を受諾した日本が台湾の領有権を放棄した後に、1895年に台湾で成立した台湾民主国が復権し中華民国は金門島のみに統治権が存在しているとした。

## 選挙
農民党は嘉義県及び彰化県の立委、国代選に候補者を擁立している。また2005年の国代選では比例代表で立候補し、得票率0.4%で1議席を初めて確保した。